# Martinus Leonardus Middelhoek

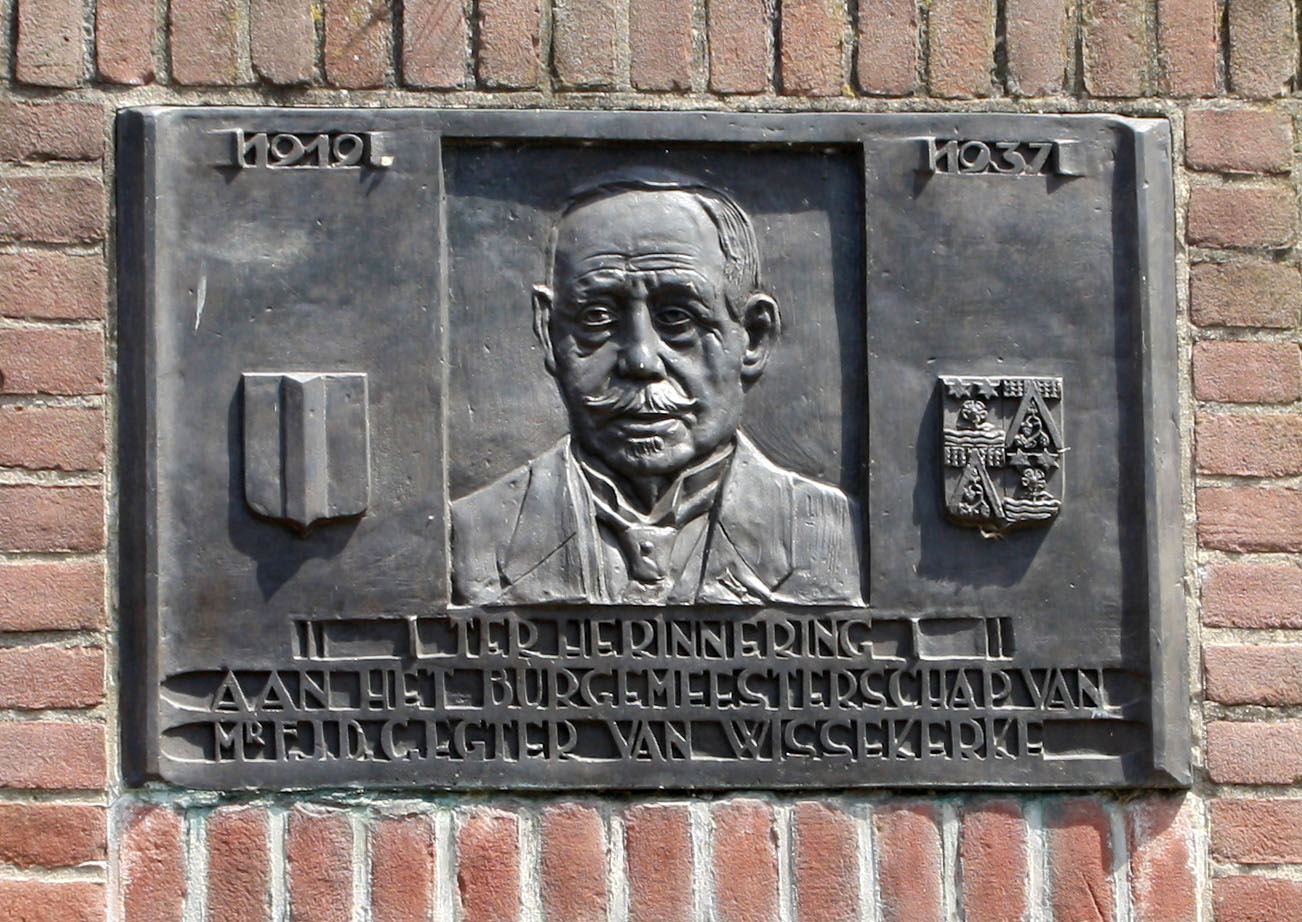
Herinneringsplaquette burgemeester Egter van Wissekerke

Martinus Leonardus Middelhoek (Zwijndrecht, 29 april 1898 - Brielle, 4 oktober 1986) was een Nederlandse kunstschilder.

## Leven en werk
Middelhoek volgde een opleiding aan de Academie van Beeldende Kunsten en Technische Wetenschappen in Rotterdam, waar hij les had van onder meer Alexander van Maasdijk. Hij werkte aanvankelijk als timmerman, maar legde zich steeds meer op het schilderen toe. Hij schilderde vooral landschappen, stadsgezichten en portretten. Hij hield daarbij vast aan een figuratieve stijl. Hij was naast schilder actief als etser, tekenaar en illustrator. Voor zijn woonplaats Brielle maakte hij in de jaren dertig een tweetal plaquettes. Zoon Piet Middelhoek (1930-2004), werd net als zijn vader schilder. Hij was een oom van de natuurkundige Simon Middelhoek.

## Werken

### Plaquettes
- 1932 Johan Been, archivaris en kinderboekenschrijver
- 1937 F.J.D.C. Egter van Wissekerke, burgemeester

### Geïllustreerde boeken (selectie)
- Hoogeveen, H. (1950) Ik wil wat anders. Groningen: Jan Haan NV.
- Merwe, H. te (1949) De vondst. Delft: W.D. Meinema NV
- Merwe, H. te (1950) Het huisgezin van de Hugenoot. Delft: W.D. Meinema NV
- Merwe, H. te De veermansjongen. Delft: W.D. Meinema NV
- Rover, P.A. (1953) Een wonderlijke redding : avonturen van twee schippersjongens.  Groningen: Jan Haan NV.
- Zeeuw, P. J.Gzn de (1952) Stanley de padvinder. Groningen: Jan Haan NV.